# Giấc mơ Mỹ

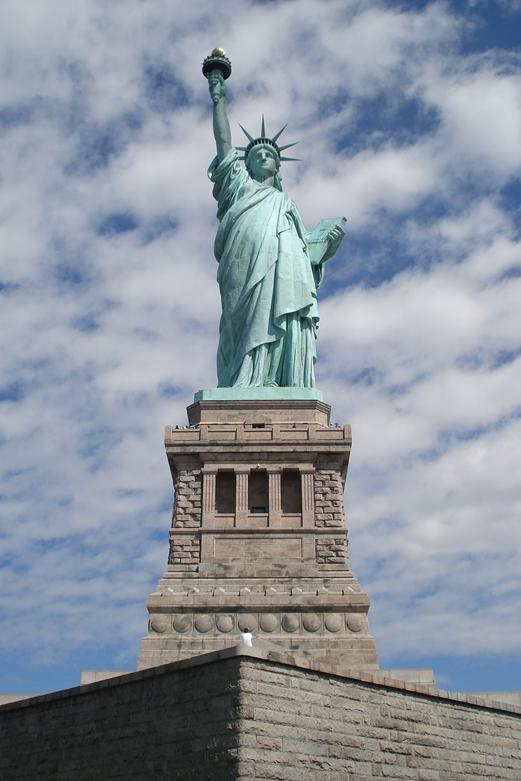
Trong thời kỳ sơ khai của Hoa Kỳ, đối với nhiều người nhập cư, Tượng Nữ thần Tự do là cái nhìn đầu tiên của họ về đất nước. Nó biểu thị những cơ hội mới trong cuộc sống và đã trở thành một biểu tượng của Giấc mơ Mỹ.

Giấc mơ Mỹ là một đặc tính quốc gia của Hoa Kỳ, tập hợp các lý tưởng (dân chủ, quyền, tự do, cơ hội và bình đẳng), trong đó tự do bao gồm cơ hội thịnh vượng và thành công, cũng như dịch chuyển xã hội đi lên cho gia đình và trẻ em đạt được nhờ làm việc chăm chỉ trong một xã hội có ít rào cản. Trong định nghĩa về Giấc mơ Mỹ của James Truslow Adams năm 1931, "cuộc sống nên tốt hơn, giàu có hơn và đầy đủ hơn cho tất cả mọi người, với cơ hội cho mỗi người tùy theo khả năng hoặc thành tích" bất kể tầng lớp xã hội hay hoàn cảnh ra đời.
Giấc mơ Mỹ bắt nguồn từ Tuyên ngôn Độc lập, tuyên bố rằng "tất cả con người được tạo ra bình đẳng" với quyền "sống, tự do và mưu cầu hạnh phúc." Ngoài ra, Hiến pháp Hoa Kỳ cũng thúc đẩy quyền tự do tương tự, trong Lời mở đầu: để "bảo đảm các Phước lành của Tự do cho chính chúng ta và Thánh của chúng ta".

## Lịch sử
Ý nghĩa của "Giấc mơ Mỹ" đã thay đổi trong quá trình lịch sử, và bao gồm cả các yếu tố cá nhân (chẳng hạn như quyền sở hữu nhà và khả năng di chuyển đi lên) và tầm nhìn toàn cầu. Trong lịch sử, Giấc mơ bắt nguồn từ sự huyền bí liên quan đến cuộc sống biên giới. Như Thống đốc Virginia đã lưu ý vào năm 1774, người Mỹ "đã bao giờ tưởng tượng rằng những Vùng đất xa xôi vẫn tốt hơn những Vùng đất mà họ đã được định cư". Anh ấy nói thêm rằng "nếu họ đạt được Thiên đường, họ sẽ tiếp tục nếu họ nghe nói về một nơi tốt hơn xa hơn về phía tây".